# Галея
Галея, або жовтозуба каві (Galea) — рід гризунів родини кавієвих (Caviidae) з підряду їжатцевидих, поширений в центральній та центрально-південній частині Латинської Америки.

## Зовнішня морфологія
Довжина голови й тіла: 150-250 мм, хвоста немає, вага: 300-600 г. Верхня частина тіла агутієвого кольору, нижня частина сірувато-біла. Форма тіла більш компактна й кремезна, ніж у видів роду кавія (Cavia). Різці жовтуваті або світло-оранжеві, а не білі, як у Cavia, і Microcavia. Задні ноги мають три пальці, передні — чотири, всі мають сильні, гострі пазурі. Самиці мають одну пару пахових і одну пару бічних грудних молочних залоз.

## Середовище проживання
Галеї населяють луки на високих або низьких висотах, а також скелясті та чагарникові області. Іноді вони викопують власні нори, іноді використовують покинуті отвори великих ссавців, таких, як броненосці (Chactofihractus), віскачі (Lagostomus), і туко-туко (Clenomys), а також тріщини в кам'яних стінах.

## Поведінка та відтворення
Вони в основному наземні і денні. Харчуються різного роду рослинним матеріалом. Розмноження триває протягом усього року, але, більшість потомства народжуються навесні і влітку в дикій природі. Самиці поліеструсові і можуть давати 7 приплодів на рік; одна самиця народила 12 приплодів за 21 місяць. Естрального цикл в середньому триває близько 22 днів. Як тільки самиці народять вони вже можуть бути переслідувані самцями.
Середній термін вагітності: 53 днів, (від 49 до 60 днів). Число дитинчат може бути від одного до семи. Середнє число для Galea spixii - 2, для Galea musteloides - 3. Малюки важать близько 40 грамів при народженні, добре розвинені, і можуть рухатися. Викормлюються протягом 3 тижнів. Статева зрілість досягається на 3-му місяці у самців і на 2-му у самиць, але деякі самиці досягають статевої зрілості значно раніше.

## Систематика
- Рід Galea (галея, або жовтозуба каві)
  - Вид Galea flavidens (галея Брандта)
  - Вид Galea monasteriensis (галея Мюнстера)
  - Вид Galea musteloides (галея звичайна)
  - Вид Galea spixii (галея Спікса)